# Bárány György (lelkész)
Szeniczei Bárány György (Beled, 1682 – Szentlőrinc, 1757. július 1.) evangélikus lelkész, Bárány János felpéci lelkész, szuperintendens édesapja.

## Élete
Szegény nemes szülőktől származott; tanult Győrött és 1705-ben Pozsonyban, ahol a görög és a héber nyelvet tanulta; 1706-ban tanult Eperjesen, ahonnan ebben az évben külföldi egyetemekre Halléba és Jénába ment, ahol az 1708. nyári félévben mint a Roth és Zimmermann fiúk nevelője iratkozott be. Hazatérése után a győri iskolánál alkalmazták, ahol 1711-ben aligazgató lett; 1714-ben Nagyvázsonyba ment papnak, 1718-ban Gyönkre, 1719-ben Györkönybe és 1723-ban Szentlőrincre. 1725-ben Dörgicsére hívták meg, de három év múlva ismét Szentlőrincre ment, ahol haláláig tevékenykedett. Néhány évig Tolna vármegye seniora is volt.

## Munkái
- Augustus Herman Franckenak… Oktatása a gyermeknevelésről… Közbeszélgetésbe foglaltatott. Halle, 1711 (B. G. betűkkel)
- Panoplia catholica, az-az lelki fegyverház... kivált-kép'az oskolában járó gyermekeknek idvességes felfegyverkeztetésekre (H. n, 1733., B. G. betűkkel)[1]
- Atyafiságos serkentések az ujonnan rendeltetett tanítókhoz. Rogallen Fridrik és Wolf Ábrahám után németből. Jena, 1736
- Gyermekeknek kézikönyvecskéjek, mely magában foglalja az idvesség rendit, az idvesség kincseit, keresztényi élet száz reguláit és az imádságos könyvecskét. Rombach J. után németből. Uo. 1740
- Augustana confessio, az az: a hitnek azon vallása, mely V. Károlynak az augusztai gyűlésben 1530-ban németül nyújtatott (Bayer D. által) Uo. (Sopron) 1740
- Arndt Jánosnak az igaz keresztyénségről irott négy könyvei. Ford. Vásonyi Márton, jobbítá Bárány György, bővíté Szabó János. Uo. 1741
- Luther kis kathechismusa. Laubán, 1750
- Luther (nagyobb) katechismusa. Uo. 1750
- A mi Urunk Jézus Krisztusnak uj testamentoma, most görög nyelvből ujonnan magyarra fordíttatott és némely… magyarázatokkal és jegyzetekkel… kibocsáttatott. Uo. 1754 (Torkos András, győri ev. prédikátorral együtt)

Sartorius János nemescsói prédikátorral és fiával, Bárány János dunántúli szuperintendenssel szövetkezve lefordította az ószövetségi szentirást is, de ez kiadatlan maradt. Az evangélikus graduáléhoz is több magyar ének szerzésével járult.
Kézirati munkái: Epistolae athleticae inter r. d. Joh. Bárányium et cl. d. Joh. Ribini… de Quest. 16. Cathechesia. 1767 és Relatio de ortu, propagatione evangelicorum in incl. com. Tolnensi et Somogyensi. (Országos Széchényi Könyvtár kézirattárában.)